# Тропосфера

Тропосфе́ра (від грец. τρόπος — поворот і σφαίρα — куля) — нижній шар атмосфери планети, в якому температура знижується з висотою. Межею тропосфери вважають тропопаузу, у якій зниження температури з висотою припиняється.
Тропосфера Землі сягає у висоту 8—10 км від поверхні в полярних широтах, 10—12 км — у помірних, та у висоту 16—18 км — у тропіках та екваторіальних районах. Зменшення температури з висотою (висотний термічний градієнт) у середньому становить 6,5°С на кілометр.
У земній тропосфері зосереджено понад 4/5 усієї маси атмосферного повітря й майже вся атмосферна водяна пара, відбуваються основні метеорологічні процеси, утворюються повітряні маси та атмосферні фронти, розвиваються циклони та антициклони, визначається погода та клімат.
Частина тропосфери — хіоносфера, в якій можливий постійний позитивний баланс твердих атмосферних опадів і внаслідок цього на поверхні суші при сприятливих умовах рельєфу можливе зародження та існування сніжників і льодовиків. Хіоносфера, що оточує Землю безперервною оболонкою потужністю до 10 км (найбільша потужність в екваторіальному поясі і в низьких широтах помірних поясів), має таке поєднання тепла і вологи, при якому річна кількість твердих опадів, що випадають на горизонтальну і незатінену поверхню, перевищує їхнє убування.